# بوب روز (سياسي)
بوب روز هو سياسي كندي، ولد في 9 أغسطس 1933، وتوفي في 7 يناير 2000.